# Traité de la roulette
 (mai 2015).
- Si vous ne connaissez pas le sujet, laissez ce bandeau (vous pouvez alors contacter les auteurs).
- Si vous supprimez le contenu mis en cause (vous pouvez préalablement contacter les auteurs),

argumentez précisément cette suppression dans la page de discussion
(un manque de référence n'est pas un argument ; une recherche réelle de référence doit avoir été effectuée, être formellement documentée).
 (mai 2015).
Le Traité de la roulette est une série de lettres écrites dès octobre 1658 par Blaise Pascal, sous le nom de plume Amos Dettonville et publiées en 1659.
Cet ouvrage est considéré comme un des derniers traités de la méthode des indivisibles (Cavalieri, 1635), qui va céder la place à l'analyse mathématique.

## Place historique
En 1658, Pascal a 35 ans, et a déjà renoncé à faire une carrière scientifique depuis 1654. Néanmoins sous le pseudonyme de Amos Dettonville (anagramme de Louis de Montalte, nom de plume de l'auteur des Provinciales (1656)), il va proposer un défi : trouver un certain nombre de propriétés de la cycloïde, autre nom de la roulette, courbe déjà étudiée par Roberval. Le nom de roulette sera étendu plus tard à des courbes plus générales.
Pascal a certainement réfléchi à la roulette avant 1654, mais sans publier (c’est assez courant à l'époque). Pascal propose, en août 1658, 9 défis. Après que Wren en 1658 a effectué la rectification de la cycloïde, et que Wallis en a publié immédiatement la démonstration, Pascal s'empressera de publier les 9 défis d'octobre 1658, puis très vite le livre la Théorie de la roulette, en janvier 1659 (sans doute avec l'aide de Roberval).
L'ingéniosité combinatoire de ce Traité de la roulette peut ravir (Émile Picard a eu beaucoup de considération pour le Traité no 2). Mais la Géométrie des Indivisibles va céder la place à l'Analyse. Quoique ce Traité approfondisse encore un peu le travail de Torricelli (vers 1643) dont il a la clarté d'expression, l'école anglaise est déjà là, puissante : Wallis (analysis infinitorum, 1654), Barrow (enseignant de Newton en 1661), Wren (fondateur de la Royal Society en 1660) sont sur la même voie et Gregory va revenir de Bologne (1664-1668).
Ce livre fait charnière, en 1659, entre la méthode des indivisibles de Cavalieri (1639) et le calcul infinitésimal créé par Newton (théorie des fluxions, 1669) et par Leibniz, sous sa forme plus moderne (1684). Il représente la fin d'une époque : ce Traité restera sans grande influence, car ancré dans la géométrie et la combinatoire ; en 1660, l'analyse est en marche à Padoue et à Cambridge. Leibniz raillera Pascal : il avait tout en mains ; était-il aveugle ?

## LeTraitén'est pas un traité de calculus
Le Traité de la roulette n'est pas un traité de calculus car :
1. aucune généralisation n'est possible : le calcul est resté limité au cercle ;
2. il est impossible dans les calculs de somme double de prendre des divisions inégales ;
3. ce travail est très loin de la prolixité et de la profondeur de Barrow ou Wallis.

- Le caractère clos : Dettonville montre bien le fait que « primitive » (au sens moderne !) de sinus(x) = sinus(x - Pi/2) ; c'est-à-dire la même fonction (au sens moderne !), donc on peut réitérer et faire autant de somme de somme de somme… que l'on veut. C'est en quelque sorte la beauté « circulaire » qui aurait fasciné Pascal ; mais elle l'a confiné au seul sinus. La généralisation est perdue. Seul le Traité-2 est un peu général ; mais néanmoins il reste axé sur ce problème de la cycloïde. Même dans le cas des centres de gravité, bien qu'on doive louer la virtuosité de Pascal (en particulier, pour l'intégration par parties), il n'en reste pas moins que ce sont des calculs de primitives d'exponentielles-polynômes, sans plus. D'autre part, lire le Traité est un véritable jeu de piste, puisqu'on y donne juste un succédané de la démonstration. Dans l'unique calcul de somme simple, avec la « touchante », qu'il utilise, soit ß(MY.MM), il indique nettement dans le traité-2, qu'il suffit que les subdivisions soient indéfinies pour qu'arc et tangente (ou corde) se confondent. Mais c'est Leibniz qui comprendra cette phrase comme : pour calculer la ß, il suffit de connaître la primitive. Ce que Barrow a exprimé (il y a relation involutive entre dérivée-primitive, entre touchante-quadrature), rien de tout cela n'existe dans le Traité, limité à la seule remarque géométrique, géométrique vraiment : {\displaystyle \mathbb {S} _{a}^{b}\sin x\cdot dx=[\sin(x-\pi /2)]_{a}^{b}}, et encore cela est-il écrit en termes modernes ; car jamais Dettonville ne parle d'analyse. Il a voulu rester géomètre.
- Les divisions égales : Dettonville se limite aux arcs égaux : pourquoi ? Sans doute parce que l'esprit combinatoire reste dominant : il était un maître en ce domaine. Mais, par ailleurs ses formules triangulaires (µ) et pyramidales (þ) ne sont valables qu'avec des divisions égales (M. p. 52, 57 et p. 114). Et Merker signale un paradoxe, p. 131, sur les paradoxes de Tacquet, recensés par Gardies : on ne peut obtenir sans ruser la surface de la demi-sphère. Darboux relèvera lui aussi des paradoxes dans les aires de surfaces bien choisies. Donc les quadratures effectuées n'ont rien à voir avec l'intégrale de Riemann, tant s'en faut.
- La rivalité avec Londres : Pascal ne s'était pas enquis des travaux de Roberval[2]. Posant des questions auxquelles d'autres ont déjà répondu, il se met en porte-à-faux. D'où ses controverses avec Wallis (déjà très célèbre). Mais surtout quand Wren publie la rectification de la cycloïde en août 1658, Pascal est pris de court : pour faire face, il va rédiger assez vite les problèmes d'octobre. Mais ce n'est guère très glorieux. Certes, son œuvre (et surtout le Traité-2) est admirable, mais Dettonville est assez amer d'avoir été doublé. La fin de son Traité est plutôt « rapide ». Mais surtout, Pascal n'a absolument pas pris en compte le travail d'un Barrow ou d'un Wallis. Il n'y a aucune référence à une méthode générale. Tout reste confiné à la seule cycloïde. Ce livre n'a aucune portée générale.

C'est donc Londres qui deviendra à partir de 1660 le moteur de l'analyse mathématique. Au total, Leibniz aura cette phrase cruelle : Pascal avait tout en main, mais il est resté aveugle. Tout le problème de l'histoire des sciences est là : pourquoi ces cécités ? pourquoi encore en 1700, Michel Rolle et George Berkeley "résisteront-ils" ?